# 965
Năm 965 là một năm trong lịch Julius.